# Tovarydsjön
Tovarydsjön är en sjö i Värnamo kommun i Småland och ingår i Lagans huvudavrinningsområde. Sjön har en area på 0,304 kvadratkilometer och ligger 155,7 meter över havet. Sjön avvattnas av vattendraget Kvarnån.

## Delavrinningsområde
Tovarydsjön ingår i det delavrinningsområde (634362-137296) som SMHI kallar för Inloppet i Tovarydsjön. Medelhöjden är 165 meter över havet och ytan är 4,53 kvadratkilometer. Det finns ett delavrinningsområde uppströms, och räknas det in blir den ackumulerade arean 11,84 kvadratkilometer. Kvarnån som avvattnar avrinningsområdet har biflödesordning 4, vilket innebär att vattnet flödar genom totalt 4 vattendrag innan det når havet efter 160 kilometer. Delavrinningsområdet består mestadels av skog (76 %). Avrinningsområdet har 0,35 kvadratkilometer vattenytor vilket ger det en sjöprocent på 7,7 %.